# Richard Burgon
Pour les articles homonymes, voir Burgon.
Richard Burgon, né le 19 septembre 1980 à Leeds, est un homme politique britannique, membre du Parti travailliste.

## Biographie
Burgon étudie la littérature anglaise à l’Université de Cambridge, où il est aussi élu président du Cambridge Universities Labour Club.
Avocat (solliciteur) depuis 2006, il travaille pour une société de syndicalistes avant d'entrer en politique. Il est élu pour la première fois député de la circonscription de Leeds-Est à la Chambre des communes lors des élections législatives du 7 mai 2015. Il appartient à l'aile gauche du parti, et est républicain. Lors de sa prestation de serment à la Chambre des communes le 20 mai 2015, il prononce ainsi les paroles suivantes avant son serment de fidélité à la reine : « Considérant que le chef d’État devrait être élu, je fais ce serment pour servir mes électeurs ».
Le 27 juin 2016 il est nommé Secrétaire d'État à la Justice du cabinet fantôme dans le cabinet fantôme du Parti travailliste, dirigé par Jeremy Corbyn. Il n'est pas renouvelé dans ses fonctions lorsque Keir Starmer devient leader du parti travailliste, en 2020.